# Benjamin Boudou
Pour les articles homonymes, voir Boudou.

a Compétitions nationales et continentales officielles uniquement.

b Matchs officiels uniquement.
Dernière mise à jour le 17 juillet 2024.
Benjamin Boudou, né le 7 juin 2002 à Paris (France), est un joueur français de rugby à XV évoluant au poste de talonneur avec le CA Brive en Pro D2.

## Biographie

### Jeunesse et formation
Benjamin Boudou naît à Paris mais est originaire du Cantal. Il commence le rugby à XV au sein de l'Athletic Club de Boulogne-Billancourt à partir de 2007 jusqu'en 2012. Ensuite, il rejoint le Racing 92 jusqu'en 2019.
Durant l'été 2019, il intègre le centre de formation de l'ASM Clermont Auvergne. En novembre 2020, la Fédération française de rugby à XV annonce qu'il est retenu dans le groupe Pôle France pour la saison 2020-2021. En janvier 2021, il signe son premier contrat professionnel espoir avec le club clermontois, consistant à une durée de deux ans en contrat espoir plus un an professionnel.
Il est tout d'abord positionné en troisième ligne avant d'être reconverti définitivement au poste de talonneur. De plus, durant sa jeunesse, il est passé par toutes les sélections de jeunes nationaux.

### Début de carrière professionnelle à l'ASM Clermont (2021-2023)
Benjamin Boudou est retenu pour la première fois dans l'équipe sénior de l'ASM Clermont pour un match de Top 14 contre le CA Brive lors de la saison 2020-2021, à la suite des blessures d'Adrien Pélissié et de Yohan Beheregaray, mais il ne rentre pas en jeu. Il doit attendre la semaine suivante pour connaître ses premières minutes professionnelles, contre son ancien club formateur le Racing 92. Il dispute deux autres rencontres cette saison-là. En juin 2021, il est retenu par l'équipe de France des moins de 20 ans pour préparer le Tournoi des Six Nations des moins de 20 ans 2021. Titulaire lors des deuxième et quatrième journée contre l'Italie et l'Écosse,, il est remplaçant lors de la dernière journée contre l'Irlande.
En début de saison 2021-2022, il est retenu pour participer à la troisième étape du Supersevens 2021 avec son club où il dispute quatre rencontres,. Alors qu'il évolue avec les espoirs, il est tout d'abord prêté pour une durée d'un mois au Stade aurillacois évoluant en Pro D2, à la suite de nombreuses blessures dans leur effectif. Il prend part aux quatre rencontres disputés par le club, il connaît sa première titularisation contre l'US Carcassonne et est l'auteur de bonnes performances. De retour avec l'ASM, il dispute son premier match de la saison en décembre contre le Biarritz olympique en championnat, puis la semaine suivante son premier match de Coupe d'Europe contre l'Ulster. En janvier 2022, il est de nouveau sélectionné pour le Tournoi des Six Nations des moins de 20 ans, mais il ne prend part qu'à la première journée contre l'Italie car son club le rappelle en raison de blessures au sein de l'effectif. Cette saison-là, il prend part à neuf rencontres au total avec l'ASM Clermont. L'été suivant, il est retenu avec les Bleuets pour participer aux Six Nations Summer Series, où il dispute trois rencontres et inscrit son premier essai contre la Géorgie. 
Pour le début de saison 2022-2023, il est envoyé en prêt tout le mois de septembre à l'USON Nevers pour pallier la blessure d'Elia Elia. Après avoir disputé une rencontre avec Nevers contre le RC Massy, il est finalement rappelé le 12 septembre par l'ASM à la suite de la blessure aux ischio-jambiers d'Étienne Fourcade. Par la suite, il connaît ses deux premières titularisations avec l'ASM pour le compte des 9e et 11e journée du Top 14 contre le Castres olympique, où il forme une première ligne d'une moyenne d'âge de vingt ans avec ses coéquipiers Daniel Bibi Biziwu et Valentin Simutoga pendant quelque minutes, et le Racing 92. Il monte petit à petit dans la hiérarchie des talonneurs du club et est régulièrement remplaçant derrière Yohan Beheregaray à partir de la fin octobre, disputant notamment les deux premières rencontres de Champions Cup de la saison sur le banc,. Lors de la 17e journée du Top 14, il entre en jeu dès la 34e minute à la suite de la blessure de Beheregaray et est l'auteur d'une très bonne entrée récompensée par un essai inscrit cinq minutes plus tard, son premier en professionnel. Un mois plus tard, il entre en jeu face au CA Brive dans le derby du Massif central mais doit sortir au bout de dix minutes après avoir subi une fracture du péroné, de ce fait il est forfait pour la fin de saison. Cette saison-là, il a disputé quinze matchs, dont deux titularisations, et inscrit deux essais. En fin de saison, il signe son premier contrat professionnel senior.
Au mois de novembre 2023, alors qu'il n'a disputé aucune des six premières rencontres de la saison 2023-2024, notamment en raison de sa blessure contractée en fin de saison dernière, il est annoncé qu'il ne sera pas conservé à l'issue de la saison car l'entraineur Christophe Urios ne compte pas sur lui et préfère opter pour Folau Fainga'a, Étienne Fourcade et la future recrue Barnabé Massa à ce poste. À la fin de ce même mois, il dispute tout de même son premier match de la saison en tant que remplaçant contre le Stade toulousain.

### Prêt puis transfert au CA Brive (depuis 2023)
Le mois suivant, à la suite de la blessure longue durée de son ancien coéquipier Adrien Pélissié, il est prêté au club du CA Brive en Pro D2 pour pallier cette absence en tant que joker médical jusqu'à la fin de la saison,. Début janvier 2024, il est aligné sur le banc des remplaçants pour son premier match avec son nouveau club afin d'affronter le Biarritz olympique. Deux mois plus tard, il inscrit son premier essai lors d'une victoire 29 à 3 contre le SU Agen. Quelques jours plus tard, il est annoncé qu'il prolonge son contrat avec le CA Brive pour deux saisons supplémentaires. Lors de cette demi-saison avec le CA Brive, il dispute treize matchs, quatre comme titulaire, et inscrit deux essais.

## Statistiques

### En club
| Saison                  | Club                    | Championnat | Championnat | Championnat | Compétitions EPCR                              | Compétitions EPCR                              | Compétitions EPCR                              |
| Saison                  | Club                    | Compétition | Matchs      | Essais      | Compétition                                    | Matchs                                         | Essais                                         |
| ----------------------- | ----------------------- | ----------- | ----------- | ----------- | ---------------------------------------------- | ---------------------------------------------- | ---------------------------------------------- |
| 2020-2021               | ASM Clermont            | Top 14      | 3           | -           | Coupe d'Europe                                 | -                                              | -                                              |
| 2021-2022               | → Stade aurillacois     | Pro D2      | 4           | -           | Pas de qualification en compétitions de l'EPCR | Pas de qualification en compétitions de l'EPCR | Pas de qualification en compétitions de l'EPCR |
| 2021-2022               | ASM Clermont            | Top 14      | 8           | -           | Coupe d'Europe                                 | 1                                              | -                                              |
| 2022-2023               | → USON Nevers           | Pro D2      | 1           | -           | Pas de qualification en compétitions de l'EPCR | Pas de qualification en compétitions de l'EPCR | Pas de qualification en compétitions de l'EPCR |
| 2022-2023               | ASM Clermont            | Top 14      | 12          | 2           | Champions Cup                                  | 3                                              | -                                              |
| 2023-2024               | ASM Clermont            | Top 14      | 1           | -           | Challenge Cup                                  | -                                              | -                                              |
| 2023-2024               | → CA Brive              | Pro D2      | 13          | 2           | Pas de qualification en compétitions de l'EPCR | Pas de qualification en compétitions de l'EPCR | Pas de qualification en compétitions de l'EPCR |
| Total ASM Clermont      | Total ASM Clermont      | Top 14      | 24          | 2           | Compétitions EPCR                              | 4                                              | 0                                              |
| Total Stade aurillacois | Total Stade aurillacois | Pro D2      | 4           | 0           | Pas de qualification en compétitions de l'EPCR | Pas de qualification en compétitions de l'EPCR | Pas de qualification en compétitions de l'EPCR |
| Total USON Nevers       | Total USON Nevers       | Pro D2      | 1           | 0           | Pas de qualification en compétitions de l'EPCR | Pas de qualification en compétitions de l'EPCR | Pas de qualification en compétitions de l'EPCR |
| Total CA Brive          | Total CA Brive          | Pro D2      | 13          | 2           | Pas de qualification en compétitions de l'EPCR | Pas de qualification en compétitions de l'EPCR | Pas de qualification en compétitions de l'EPCR |

### En sélection nationale
Benjamin Boudou dispute sept matchs avec l'équipe de France des moins de 20 ans, prenant part à deux éditions du Tournoi des Six Nations des moins de 20 ans en 2021 et 2022. Il inscrit un essai, cinq points.